# Andrija Živković (Fußballspieler)
Andrija Živković (serbisch-kyrillisch Андрија Живковић; * 11. Juli 1996 in Niš, Bundesrepublik Jugoslawien) ist ein serbischer Fußballspieler. Der Rechtsaußen steht bei PAOK Thessaloniki unter Vertrag und ist A-Nationalspieler.

## Karriere

### Vereine
Živković wechselte 2009 vom FK Nacional Niš in die Jugend des FK Partizan Belgrad. Obwohl er zu diesem Zeitpunkt noch für die A-Jugend spielberechtigt war, kam er bereits am 28. April 2013 beim 0:0 gegen den FK Novi Pazar im Alter von 16 Jahren zu seinem Debüt in der SuperLiga und gewann am Saisonende mit seiner Mannschaft die Meisterschaft. Zur Spielzeit 2013/14 rückte er in den Kader der ersten Mannschaft auf. Nachdem er bei seinem ersten Saisoneinsatz am 25. August 2013, dem 5:1-Sieg gegen den FK Radnički 1923 Kragujevac, kurz nach seiner Einwechslung getroffen hatte, war er fortan Stammspieler und erzielte auch an den folgenden drei Spieltagen jeweils ein Tor. Živković beendete die Saison mit der Mannschaft auf dem zweiten Platz und spielte mit ihr in der Saison 2014/15 in der Europa League, in der sie jedoch bereits in der Gruppenphase scheiterte. In der Liga gewann er mit dem Verein am Saisonende die Meisterschaft und spielte nach verpasster Champions-League-Qualifikation mit ihm in der Spielzeit 2015/16 erneut in der Europa League. Aufgrund von Vertragsstreitigkeiten zwischen Živković und Partizan wurde er im Februar 2016 von seinem Verein suspendiert und kam in der Spielzeit, in der Partizan den nationalen Pokal gewann, nicht mehr zum Einsatz. Nachdem sein Vertrag am 30. Juni 2016 ausgelaufen war, schloss sich der Serbe zur Saison 2016/17 dem portugiesischen Rekordmeister Benfica Lissabon an und unterschrieb einen Fünfjahresvertrag. In Lissabon kam er anschließend wieder regelmäßiger zum Einsatz und gewann mit der Mannschaft in den folgenden Jahren zwei Meisterschaften, einmal den Pokal sowie dreimal den Supercup. Darüber hinaus spielte Živković mit Benfica drei Spielzeiten in der Champions League, wobei 2016/17 das Achtelfinale erreicht wurde.
2020 wechselte er zu PAOK Thessaloniki.

### Nationalmannschaft
Živković spielte für die serbische U16- und U17-Auswahl und erzielte für diese Mannschaften 13 Tore bei 13 Einsätzen. Am 11. Oktober 2013 kam er beim 2:0-Sieg im Freundschaftsspiel gegen Japan erstmals in der A-Nationalmannschaft zum Einsatz. Gut einen Monat später absolvierte er ein zweites Spiel gegen Russland (1:1). Danach wurde er über ein Jahr lang nicht nominiert. Für die U21-Nationalmannschaft debütierte Živković am 19. November 2013 beim 1:0-Sieg in der EM-Qualifikation gegen Italien. Im Juli 2014 nahm Živković mit der U19-Nationalmannschaft an der U19-Europameisterschaft in Ungarn teil, bei der die Mannschaft im Halbfinale im Elfmeterschießen an Portugal scheiterte. Mit der U20-Auswahl spielte Živković 2015 bei der U20-Weltmeisterschaft in Neuseeland und gewann am 20. Juni 2015 nach dem 2:1-Finalsieg nach Verlängerung gegen Brasilien den Titel.
Im Juni 2018 wurde Živković von Nationaltrainer Mladen Krstajić in den serbischen Kader für die Weltmeisterschaft 2018 in Russland berufen. Im Turnier kam Živković im dritten Gruppenspiel, der 0:2-Niederlage gegen Brasilien, zu einem Kurzeinsatz und schied mit seiner Mannschaft als Tabellendritter nach der Gruppenphase aus.

## Erfolge
FK Partizan Belgrad
- Serbischer Meister: 2013, 2015
- Serbischer Pokalsieger: 2016

Benfica Lissabon
- Portugiesischer Meister: 2017, 2019
- Portugiesischer Pokalsieger: 2017
- Portugiesischer Supercupsieger: 2016, 2017, 2019

PAOK Thessaloniki
- Griechischer Pokalsieger: 2021

Nationalmannschaft
- U20-Weltmeister: 2015